# ニュースピム
ニュースピム（뉴스핌、ニュスピム）は、韓国のニュースサイト。大韓民国の言論メディアグループである。総合民営キャリアニュスピム通信と経済財テク月刊誌で構成された。 2003年4月、オンライン経済新聞を創刊。 2016年7月の月間ANDAを創刊。続いて2018年4月に民営キャリアに転換 。本社はソウル市永国際金融に70米原ビルに位置。 代表取締役はミン・ビョンボク。
英語では、 NewsPim  またはNewspimと表記する。

## 概要
主に韓国のニュースや、中国の最新ニュース、世界のニュースなどを配信する。2003年4月にニュスピムはオンライン経済専門媒体として創刊した。 斜視（社是）は、情報厚生（正報厚生）。 企業キャッチは、グローバルな成功仲間。
2006年6月からコスコムにニュスピムの記事を排他的に提供した。 2007年5月には、キウム証券ハナ大韓投資証券のパックスネットシンクプルに記事を提供し始めた。その年の6月には、韓国銀行（BOMIS情報通信網）の記事を供給。
2008年3月からは、大宇証券と尖証券は、ポータルサイトの次の記事を提供した。同年9月には現代証券とポータルサイトネイバーの記事を供給し始め、10月からは東部証券のKB証券、三星証券、未来アセット証券の記事を提供し始めた。 2009年6月には、ロイター通信社との記事の独占供給契約を締結した。
2018年4月10日創刊15周年を迎え、民営キャリア転換を公式宣言した。
なお、ダウ・ジョーンズのFactivaニュースを供給する新聞社の一つである。 

## 歴史
- 2003年4月：創刊
- 2006年6月： コスコムニュスピム記事独占提供[6]
- 2007年6月：韓国銀行（BOMIS、情報通信網）の記事を提供
- 2009年6月： ロイターの記事国内独占提供
- 2011年2月： ブルームバーグ 、 ダウ・ジョーンズの記事を提供
- 2012年5月：第1回ソウル・エコノミック・国際フォーラム開催
- 2012年8月：ニューメディア本部新設
- 2013年2月：中国本部新設
- 2013年4月：創刊10周年記念第2回ソウル・エコノミック・国際フォーラム開催
- 2013年5月：中国経済研究所発足
- 2013年7月：中国人民網の記事の供給と提供
- 2014年1月：ネイバーニューススタンドの記事を提供
- 2014年7月：プレミアムニュースサービス「ANDA」サービスオープン
- 2016年8月：グローバル成功投資パートナー月刊「ANDA」発刊
- 2018年4月：総合民営キャリア切り替え

国営通信社である連合ニュースを除いては、民営キャリアの中で規模が3回目で、民営ニュース通信社の代表的なビジネスワイヤ、ニュース1次的に区分されるが、経済紙で開始し、通信会社に切り替えたばかりなのでニュース通信社としての認知度は高くない。